# Puchegg
Puchegg – dawna gmina położona w zachodniej Austrii, w Styrii, w powiecie Hartberg. 1 stycznia 2015 została rozwiązana a tereny jej połączono z gminą Vorau, Schachen bei Vorau, Riegersberg, Vornholz tworząc gminę targową Vorau.